# Offside (tidskrift)
Offside är ett svenskt fotbollsmagasin som utkommer fyra gånger per år och ges ut av Offside Press i Göteborg.
Offside skapades av Mattias Göransson och Tobias Regnell som pocketmagasin år 2000. De första åren behandlade magasinet även andra idrotter än fotboll. Under 2002 blev Hermann Dill involverad i Offside och var drivande i att kommersialisera magasinet och omvandla det till ett fyrfärgsmagasin 2003. 2002 vann det Stora journalistpriset. Det har blivit känt genom sina djuplodande artiklar som speglar olika delar av dagens fotboll i och utanför Sverige. Från och med hösten 2012 är Johan Orrenius och Anders Bengtsson chefredaktörer. 
År 2008 började systertidskriften Filter ges ut.

## Kända reportage
År 2011 kom fotbollsspelaren Anton Hysén ut som homosexuell i Offside i en intervju av Anders Bengtsson. Bengtsson gjorde också en dokumentär om Hysén som SVT visade hösten 2012. 
Offside har publicerat andra uppmärksammade reportage, bland annat om Zlatan Ibrahimović, Sven-Göran Eriksson, Frank Worthington och Glenn Hysén. För reportaget om Glenn Hysén blev Anders Bengtsson nominerad till Stora journalistpriset. 

## Medarbetare
Flera allsvenska spelare skrivit krönikör i Offside, bland andra Per "Texas" Johansson. FC Rosengårds mittfältare Lisa Ek var tidningens spelarkrönikör 2014. Många kända författare och journalister, såväl svenska som utländska, har skrivit i magasinet, exempelvis Mats Olsson, Mats Weman, Sid Lowe, Simon Kuper, Åke Edwardson och Thomas Bodström.